# Eugeniusz Cebrat
Eugeniusz Cebrat (ur. 25 lutego 1955 w Mysłowicach-Wesołej) – polski piłkarz, bramkarz.
Treningi rozpoczął w Górniku Wesoła (zespole z dzielnicy Mysłowic). W 1971 z połączenia kilku sekcji Górnika oraz Polonii Tychy powstał GKS i Cebrat został zawodnikiem nowego tworu. W pierwszym zespole debiutował jako młodzieżowiec, w 1976 wywalczył tytuł wicemistrza Polski. W Tychach spędził większość kariery (z krótką przerwą na występy w Śląsku Wrocław), grał także w II lidze. W 1983 został piłkarzem Górnika Zabrze i dwa razy zdobył tytuł mistrza Polski (1985, 1986). Potem występował w niemieckim FC Gütersloh oraz Stali Stalowa Woli. Później został taksówkarzem.

## Reprezentacja Polski
W reprezentacji debiutował 5 lutego 1985 w meczu z Meksykiem, ostatni raz zagrał w tym samym roku. Pierwsze powołanie otrzymał jednak prawie dekadę wcześniej, za kadencji Kazimierza Górskiego. Łącznie w biało-czerwonych barwach rozegrał 6 spotkań.
| l.p. | Data             | Miejsce   | Przeciwnik     | Rezultat | Rozgrywki  | Grał   | Uwagi |
| ---- | ---------------- | --------- | -------------- | -------- | ---------- | ------ | ----- |
| 1.   | 5 lutego 1985    | Querétaro | Meksyk         | 0-5      | towarzyski | od 73' |       |
| 2.   | 6 lutego 1985    | Querétaro | Bułgaria       | 2-2      | towarzyski | 90     |       |
| 3.   | 10 lutego 1985   | Bogota    | Kolumbia       | 2-1      | towarzyski | 90'    |       |
| 4.   | 27 marca 1985    | Sybin     | Rumunia        | 0-0      | towarzyski | 90'    |       |
| 5.   | 17 kwietnia 1985 | Opole     | Finlandia      | 2-1      | towarzyski | do 46' |       |
| 6.   | 4 września 1985  | Brno      | Czechosłowacja | 1-3      | towarzyski | 90'    |       |